# Perak FA
Le Perak FA était un club malaisien de football basé à Ipoh, fondé en 1921 et disparu en 2025. 

## Palmarès
- Championnat de Malaisie
  - Champion : 2002 et 2003
  - Vice-champion : 2007

- Coupe de Malaisie
  - Vainqueur : 1926, 1931, 1957, 1967, 1970, 1998, 2000 et 2018
  - Finaliste : 1923, 1951, 1959, 1960, 1961, 1964, 1971, 1972, 1974, 2001 et 2007

- Coupe de la Fédération de Malaisie
  - Vainqueur : 1990 et 2004
  - Finaliste : 1991, 2002 et 2005

## Anciens entraîneurs
- Christian Zermatten